# The Broken Oath
The Broken Oath er en amerikansk stumfilm fra 1910 af Harry Solter.